# Контрада Кјети
Контрада Кјети је насеље у Италији у округу Ређо ди Калабрија, региону Калабрија.
Према процени из 2011. у насељу је живело 19 становника. Насеље се налази на надморској висини од 717 м.